# Języki gunwinyguskie
Języki gunwinyguskie – druga co do wielkości rodzina języków australijskich, używanych na Ziemi Arnhema, w północnej Australii (po językach pama-nyungańskich). Nazwa całej rodziny pochodzi od gunwinygu, języka o najliczniejszej, półtoratysięcznej, grupie użytkowników.
Choć waga języków gunwinyguskich jest powszechnie uznana, włączanie doń niektórych mniej znanych izolatów jest przedmiotem sporu. 15 wydanie Ethnologue, na przykład, wlicza w nie języki buraryjskie oraz języki kakadu i enindhilyagwę, które nie zostały tu uwzględnione (zob. języki makrogunwinyguskie). Poniższa klasyfikacja jest oparta na badaniach Nicholasa Evansa z Uniwersytetu w Melbourne. 

## Klasyfikacja genetyczna
Języki gunwinyguskie:
- języki gunwinyguskie właściwe: dżawoni, ngandi, ngalakgan, gunwinygu (gunwinggu, kunwindżku), kunbarlang, ngalkbun, rembarrnga, wagim, wardam, jangma
- języki marskie: alawa, warndarrang, marra
- język kungarakany
- język nunggubuju
- język waraj
- język mangaraji

Evans zaproponował połączenie języków gunwinyguskich i pama-nyungańskich w rodzinę, którą sam nazwał makro-pama-nyungańską.